# Antoni Harasz
Antoni Harasz (ur. 22 września 1879 w Łodzi, zm. 11 stycznia 1942 w Warszawie) – działacz społeczny i polityczny, poseł na Sejm Ustawodawczy (1919–1922) oraz Sejm I kadencji (1922–1927), radny Rady Miejskiej w Łodzi (1916).

## Życiorys
Urodził się w rodzinie Józefa Harasza – nadmajstra tkackiego i Pauliny z domu Dietrich. Ukończył naukę w czteroklasowej szkole fabrycznej i niedzielnej czteroklasowej szkole handlowej w 1893. Następnie był urzędnikiem w firmie tkackiej „Ica”. W 1905 z Janem Albrechtem współorganizował Stowarzyszenie Robotników Chrześcijańskich. Został prezesem Zarządu Głównego stowarzyszenia i podjął pracę w biurze organizacji.
W 1915 został członkiem Komitetu Opieki nad Biednymi. W 1916 został wybrany radnym pierwszej łódzkiej Rady Miejskiej. W ramach działalności w radzie, był członkiem komisji pracy. W latach 1919–1922 był posłem Sejm Ustawodawczy (okręg wyborczy Łódź-miasto) z ramienia Związku Sejmowego Ludowo-Narodowego, a następnie Narodowo-Chrześcijańskiego Klubu Robotniczego. W ramach działalności poselskiej zasiadał w komisjach: konstytucyjnej ochrony pracy oraz opieki społecznej. Ponadto reprezentował ZSLN w Konwencie Seniorów. W latach 1922–1927 jako poseł na Sejm I kadencji z ramienia NChSP-PSChD (okręg wyborczy Łódź-miasto) był członkiem komisji: ochrony pracy i wojskowej oraz członkiem Klubowego Sądu Honorowego. Od 1927 został ławnikiem Wydziału Plantacji Miejskich w Magistracie Miasta Łodzi. W 1930 startował w wyborach do senatu z listy państwowej w województwie nowogródzkim.
Był członkiem Rady Głównej Opiekuńczej w Łodzi, wiceprezesem Towarzystwa Śpiewaczego im. Stanisława Moniuszki i członkiem Rady Głównej Stronnictwa Chrześcijańsko-Demokratycznego oraz współzałożycielem kooperatyw i kas oszczędnościowo-pożyczkowych oraz Domu Ludowego w Łodzi. W okresie dwudziestolecia międzywojennego był jednym z przywódców NChSP-PSChD na terenie województwa łódzkiego, a następnie w latach 1925–1934 członkiem jego władz naczelnych. W latach 1925–1926 członkiem sądu polubownego, a w latach 1928–1929 i 1931–1932 w zarządzie głównym, a następnie w radzie naczelnej (1933–1934). W 1934 został członkiem Zjednoczenia Chrześcijańsko-Społecznego.
W grudniu 1939 został wysiedlony do Warszawy. Tam działał, utrzymując łączność z łódzką grupą konspiracyjną Stronnictwa Pracy. Zmarł w Warszawie i tam został pochowany. W 1945 został ekshumowany i pochowany w Łodzi w części rzymskokatolickiej Starego Cmentarza.

## Odznaczenia
- Złoty Krzyż Zasługi (1938)[7]